# Компютърно зрение
Компютърното зрение (на английски: Computer vision) е термин, с който се означават група изследвания в областта на компютърните науки, насочени към автоматична обработка на изображения от реалния свят, с цел да се извлече и интерпретира визуалната информация в тях. Като научна дисциплина, компютърното зрение разглежда теорията зад изображенията, използвайки информация, получена механично. В областта на технологиите, компютърно зрение обикновено се отнася до процеса на интегриране на автоматизирания анализ на изображенията с други методи и технологии, например при проектиране на роботи и други индустриални приложения.
Данните от едно изображение могат да бъдат под различна форма, като например видео клипове, изгледи от множество камери, или многомерни данни от медицински скенер.